# Regionalliga 1963/64
De Regionalliga 1963/64 was het eerste seizoen van de Regionalliga als tweede hoogste klasse in het Duits voetbal.
Van 1945 tot 1963 was de Oberliga de hoogste klasse van Duitsland onderverdeeld in vijf regionale reeksen. In 1963 werd de Bundesliga ingevoerd als hoogste klasse voor het hele land, hiermee was Duitsland een van de laatste landen ter wereld om een hoogste klasse te krijgen uit één reeks. De Oberliga werd opgedoekt en de Regionalliga werd de nieuwe tweede klasse. Hierin waren vijf reeksen die wel overeenkwamen met de grenzen van de vroegere Oberliga.
De beste zestien clubs hadden zich geplaatst voor de Bundesliga, de overige clubs en de beste uit de II. Oberliga (in het noorden de Amateurliga) plaatsten zich voor de Regionalliga. 

## Eindstand

### Nord

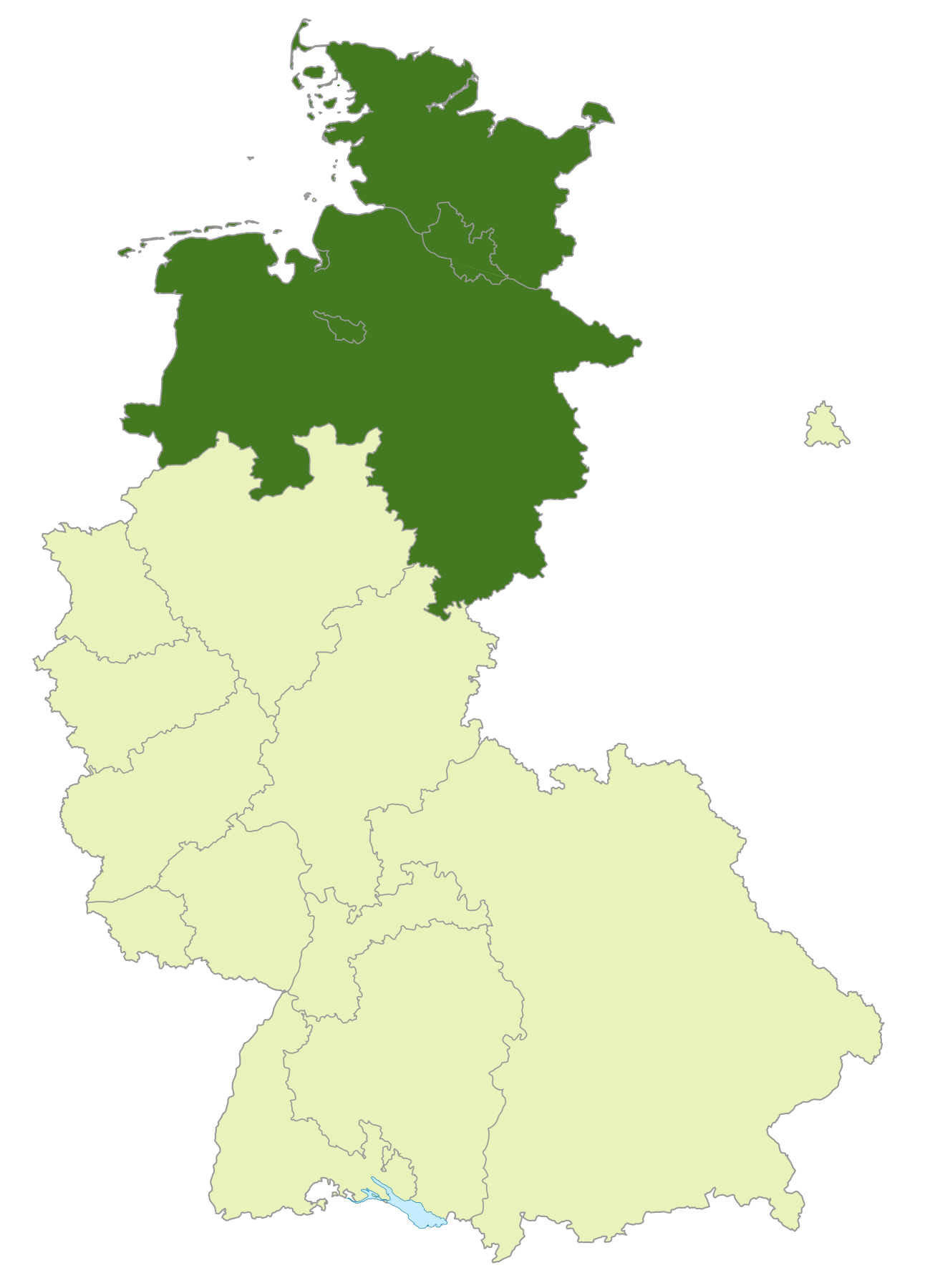
Gebied Regionalliga Nord

De Regionalliga Nord begon met de dertien overblijvers uit de Oberliga Nord (VfR Neumünster, Holstein Kiel, St. Pauli, VfL Osnabrück, VfV Hildesheim, Hannover 96, Arminia Hannover, Bergedorf 85, VfB Oldenburg, Bremerhaven 93, SC Concordia, FC Altona 93, VfB Lübeck) aangevuld met vijf clubs uit de Amateurliga's (SC Victoria Hamburg, VfL Wolfsburg, SV Friedrichsort, VfL Oldenburg, Barmbek-Uhlenhorst). Op 11 augustus ging de competitie van start met de stadsderby St. Pauli tegen Altona 93 dat voor 7.000 toeschouwers op een 4:1 uitdraaide in het voordeel van St. Pauli. Hannover 96 won met zijn nieuwe middenaanvaller Walter Rodekamp met 4:0 tegen Victoria Hamburg, terwijl stadsrivaal Arminia met spelers als Lothar Ulsaß, Gerhard Elfert en Helmut Kafka thuis voor 7500 toeschouwers niet verder kwam dan een 0:0 tegen promovendus VfL Oldenburg.
Na de 17de speeldag stond Altona 93 verrassend aan de leiding met 27 punten, maar door een zwakke terugronde, waar ze slechts 17 punten sprokkelden eindigde de club uiteindelijk vierde. St. Pauli won met 26 punten uit de heenronde en 25 uit de terugronde verdiend de titel. Hannover verspeelde de titel door een slechte uitreputatie, de club verloor er zes wedstrijden, tegenover slechts drie van St. Pauli.
De topschutterslijst werd aangevoerd door Horst Haecks (FC St. Pauli) met 36, Walter Rodekamp (Hannover 96) met 33 en Lothar Ulsaß (Arminia Hannover) met 30 doelpunten.
Onderstaande spelers kregen een contract voor de Bundesliga 1964/65:
- Heiko Kurth (Altona 93)
- Manfred Greif (Holstein Kiel)
- Lothar Ulsaß (Arminia Hannover)
- Horst-Dieter Berking (Bremerhaven 93)
- Heiner Klose (VfV Hildesheim)

| Plaats | Club                    | Wed. | W  | G  | V  | Saldo | Ptn.  |
| ------ | ----------------------- | ---- | -- | -- | -- | ----- | ----- |
| 01.    | FC St. Pauli            | 34   | 21 | 9  | 4  | 87:35 | 51:17 |
| 02.    | Hannover 96             | 34   | 22 | 5  | 7  | 78:27 | 49:19 |
| 03.    | Arminia Hannover        | 34   | 18 | 9  | 7  | 73:44 | 45:23 |
| 04.    | FC Altona 93            | 34   | 21 | 2  | 11 | 82:46 | 44:24 |
| 05.    | Holstein Kiel           | 34   | 18 | 7  | 9  | 72:48 | 43:25 |
| 06.    | VfL Osnabrück           | 34   | 16 | 7  | 11 | 56:52 | 39:29 |
| 07.    | VfB Oldenburg           | 34   | 16 | 6  | 12 | 63:50 | 38:30 |
| 08.    | ASV Bergedorf 85        | 34   | 13 | 9  | 12 | 65:65 | 35:33 |
| 09.    | VfL Wolfsburg (N)       | 34   | 14 | 6  | 14 | 50:61 | 34:34 |
| 10.    | VfR Neumünster          | 34   | 12 | 9  | 13 | 56:61 | 33:35 |
| 11.    | SC Victoria Hamburg (N) | 34   | 9  | 11 | 14 | 49:71 | 29:39 |
| 12.    | TuS Bremerhaven 93      | 34   | 9  | 10 | 15 | 48:48 | 28:40 |
| 13.    | VfV Hildesheim          | 34   | 10 | 8  | 16 | 40:53 | 28:40 |
| 14.    | VfB Lübeck              | 34   | 11 | 5  | 18 | 59:78 | 27:41 |
| 15.    | SV Friedrichsort (N)    | 34   | 7  | 10 | 17 | 46:85 | 24:44 |
| 16.    | SC Concordia Hamburg    | 34   | 8  | 7  | 19 | 39:62 | 23:45 |
| 17.    | VfL Oldenburg (N)       | 34   | 6  | 11 | 17 | 36:69 | 23:45 |
| 18.    | HSV Barmbek-Uhlenhorst  | 34   | 5  | 9  | 20 | 40:84 | 19:49 |

### Berlin

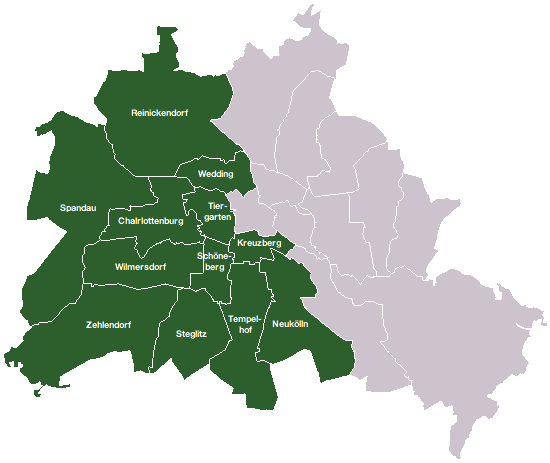
Gebied Regionalliga Berlin

De Regionalliga Berlin ging van start met zeven clubs uit de Berliner Stadtliga (Tasmania Berlin, Tennis Borussia, Spandauer SV, Hertha Zehlendorf, Wacker 04, BFC Südring, Berliner SV 92) en drie clubs uit de Amateurliga (Blau-Weiß 90, SC Union 06, Reinickendorfer Füchse). Tasmania, de Berlijnse kampioen van 1959, 1960 en 1962, startte als duidelijke favoriet aan het begin van de competitie op 18 augustus 1963. De competitie werd gespeeld over drie rondes van telkens negen wedstrijden. Tasmania en Tennis Borussia scoorden exact evenveel doelpunten en lieten er ook evenveel binnen, maar Tasmania telde zes punten meer. Tennis Borussia verloor evenwel geen enkele keer van Tasmania. Buiten een nederlaag tegen Tennis Borussia verloor Tasmania ook thuis tegen Wacker 04. Met een duidelijke achterstand degradeerde SC Union 06 uit de Regionalliga.
De topschuuterslijst werd door Heinz Fischer (Tasmania) met 24 doelpunten aangevoerd voor Helmut Beekmann (Tennis Borussia) en Siegfried Zacher (Spandauer SV) met telkens 17 treffers. Michael Krampitz wisselde voor het volgende seizoen 1964/65 Hertha Zehlendorf voor Bundesligaclub Hertha BSC. Het beste toeschouwers aantal was Tasmania 1900 tegen Hertha Zehlendorf met 2.170 toeschouwers.
| Plaats | Club                      | Wed. | W  | G | V  | Saldo | Ptn.  |
| ------ | ------------------------- | ---- | -- | - | -- | ----- | ----- |
| 01.    | SC Tasmania 1900 Berlin   | 27   | 21 | 4 | 2  | 73:22 | 46:8  |
| 02.    | Tennis Borussia Berlin    | 27   | 19 | 4 | 4  | 73:22 | 42:12 |
| 03.    | SC Wacker 04 Berlin       | 27   | 15 | 4 | 8  | 52:45 | 34:20 |
| 04.    | Spandauer SV              | 27   | 13 | 7 | 7  | 63:41 | 33:21 |
| 05.    | SpVgg Blau-Weiß 90 Berlin | 27   | 9  | 5 | 13 | 37:55 | 23:31 |
| 06.    | FC Hertha 03 Zehlendorf   | 27   | 11 | 2 | 14 | 46:47 | 22:30 |
| 07.    | Reinickendorfer Füchse    | 27   | 8  | 5 | 14 | 31:46 | 21:33 |
| 08.    | Berliner SV 92            | 27   | 6  | 7 | 14 | 28:49 | 19:35 |
| 09.    | BFC Südring               | 27   | 7  | 3 | 17 | 36:64 | 17:37 |
| 10.    | SC Union 06 Berlin        | 27   | 4  | 3 | 20 | 23:71 | 11:43 |

FC Hertha 03 Zehlendorf kreeg twee strafpunten

### West

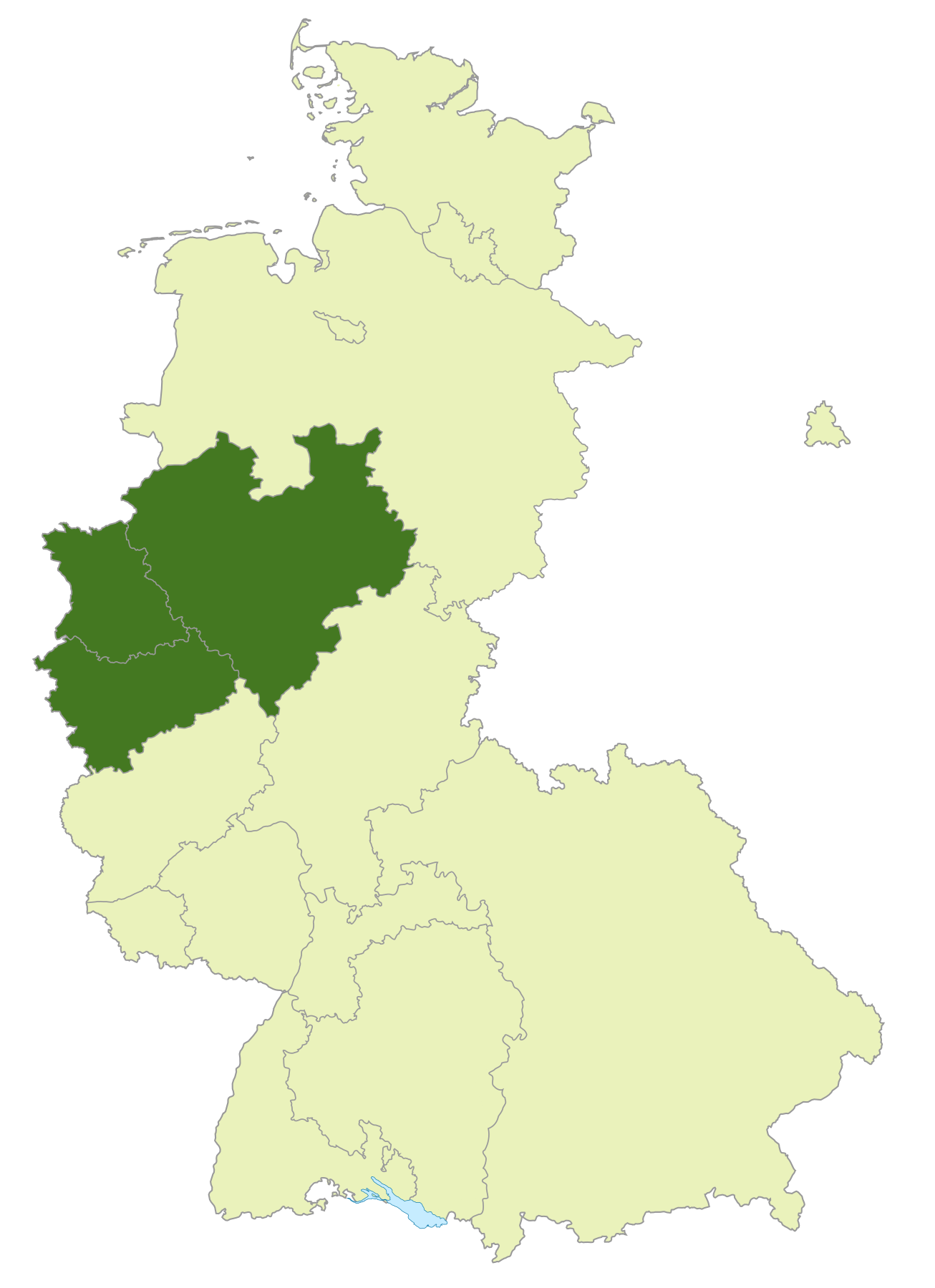
Gebied Regionalliga West

Alemannia Aachen was van meet af aan favoriet. De club eindigde in de Oberliga West 1962/63 vijfde, waardoor de club zich voor de Bundesliga geplaatst zou hebben, ware het niet dat ook resultaten uit voorgaande jaren een rol speelden, waardoor FC Schalke 04 de voorkeur kreeg op Aachen. Al na de heenronde stond Aachen duidelijk op kop met 31 punten. Enkel tegen Viktoria Köln en Sportfreunde Siegen werd verloren. In de terugronde was de club wat zwakker maar behaalde de titel toch met vlag en wimpel. Wuppertaler SV, dat een jaar ervoor slechts vijftiende eindigde in de Oberliga werd dankzij trainer Robert Gebhart knap tweede. Wuppertal speelde een jaar eerder wel de halve finale van de DFB-Pokal in het Stadion am Zoo voor 38.000 toeschouwers tegen HSV en verloor met 0:1. Aan de competitie begon de club met 19 punten uit twaalf wedstrijden. Na een 0:1 nederlaag tegen Bottrop op 20 oktober 1963 verloor de club pas de leiding aan Aachen. Concurrent voor de tweede plaats, Fortuna Düsseldorf, werd op 19 april 1964 voor 40.000 toeschouwers verslagen.
TSV Marl-Hüls, de zestiende van de Oberliga 1963 scoorde slechts 56 keer, maar legde wel beslag op de vierde plaats. De club moest het hebben van een goede defensie. Lüner SV die in 1963 nog West-Duits amateurkampioen geworden was was kansloos in de Regionalliga. Ook voor TuS Duisburg was de strijd om het behoud al snel bezegeld. Siegen, Bottrop, Herten en Horst-Emscher leverden echter tot op de laatste speeldag een bittere strijd om het behoud. Herten verloor op de laatste speeldag in de 89ste minuut van Bottrop, met een iets beter doelsaldo bleef Horst-Emscher zo in de Regionalliga.
De topschutterslijst werd aangevoerd door Josef Martinelli (Aachen; 33 goals), Peter Meyer (Düsseldorf; 30 goals), Ulrich Kohn (Mönchengladbach; 23 goals), Albert Kühn (Siegen; 21 goals) en Eckehard Feigenspan (RWE), Gerd Roggensack (Bielefeld) en Hans-Otto Peters (Leverkusen) met telkes 20 treffers.
De volgende spelers speelden in 1964/65 in de Bundesliga. 
- Rudi Assauer (SpVgg Herten)
- Jürgen Bandura (Westfalia Herne)
- Peter Blusch (Spfr. Siegen)
- Hans Cieslarczyk (Westfalia Herne)
- Heinz Crawatzo (Borussia Mönchengladbach)
- Heinz van Haaren (TSV Marl-Hüls)
- Horst-Dieter Höttges (Borussia Mönchengladbach)
- Willibert Kremer (Viktoria Köln)
- Karl-Heinz Mülhausen (Borussia Mönchengladbach)
- Werner Pfeifer (Fortuna Düsseldorf)
- Alfred Pyka (Westfalia Herne)
- Rudolf Schmidt (STV Horst-Emscher)
- Hermann Straschitz (Fortuna Düsseldorf)
- Jürgen Sundermann (Viktoria Köln)

| Plaats | Club                      | Wed. | W  | G  | V  | Saldo   | Ptn.  |
| ------ | ------------------------- | ---- | -- | -- | -- | ------- | ----- |
| 01.    | Alemannia Aachen          | 38   | 27 | 5  | 6  | 105:037 | 59:17 |
| 02.    | Wuppertaler SV            | 38   | 19 | 14 | 5  | 066:036 | 52:24 |
| 03.    | Fortuna Düsseldorf        | 38   | 21 | 8  | 9  | 085:050 | 50:26 |
| 04.    | TSV Marl-Hüls             | 38   | 20 | 8  | 10 | 056:041 | 48:28 |
| 05.    | SC Viktoria Köln          | 38   | 19 | 7  | 12 | 077:053 | 45:31 |
| 06.    | SC Westfalia 04 Herne     | 38   | 17 | 10 | 11 | 069:063 | 44:32 |
| 07.    | Rot-Weiß Oberhausen       | 38   | 16 | 10 | 12 | 068:058 | 42:34 |
| 08.    | Borussia Mönchengladbach  | 38   | 17 | 7  | 14 | 071:047 | 41:35 |
| 09.    | Duisburger SpV (N)        | 38   | 13 | 13 | 12 | 054:055 | 39:37 |
| 10.    | Rot-Weiss Essen (N)       | 38   | 13 | 12 | 13 | 070:064 | 38:38 |
| 11.    | DSC Arminia Bielefeld (N) | 38   | 14 | 10 | 14 | 065:074 | 38:38 |
| 12.    | Bayer 04 Leverkusen       | 38   | 13 | 9  | 16 | 062:062 | 35:41 |
| 13.    | Schwarz-Weiß Essen        | 38   | 13 | 8  | 17 | 060:071 | 34:42 |
| 14.    | Sportfreunde Hamborn 07   | 38   | 12 | 10 | 16 | 049:071 | 34:42 |
| 15.    | STV Horst-Emscher (N)     | 38   | 11 | 9  | 18 | 056:075 | 31:45 |
| 16.    | SpVgg Herten (N)          | 38   | 12 | 7  | 19 | 055:079 | 31:45 |
| 17.    | VfB Bottrop (N)           | 38   | 11 | 8  | 19 | 053:068 | 30:46 |
| 18.    | Sportfreunde Siegen (N)   | 38   | 9  | 11 | 18 | 069:085 | 29:47 |
| 19.    | TuS Duisburg 48/99 (N)    | 38   | 9  | 4  | 25 | 047:088 | 22:54 |
| 20.    | Lüner SV (N)              | 38   | 5  | 8  | 25 | 041:101 | 18:58 |

### Südwest

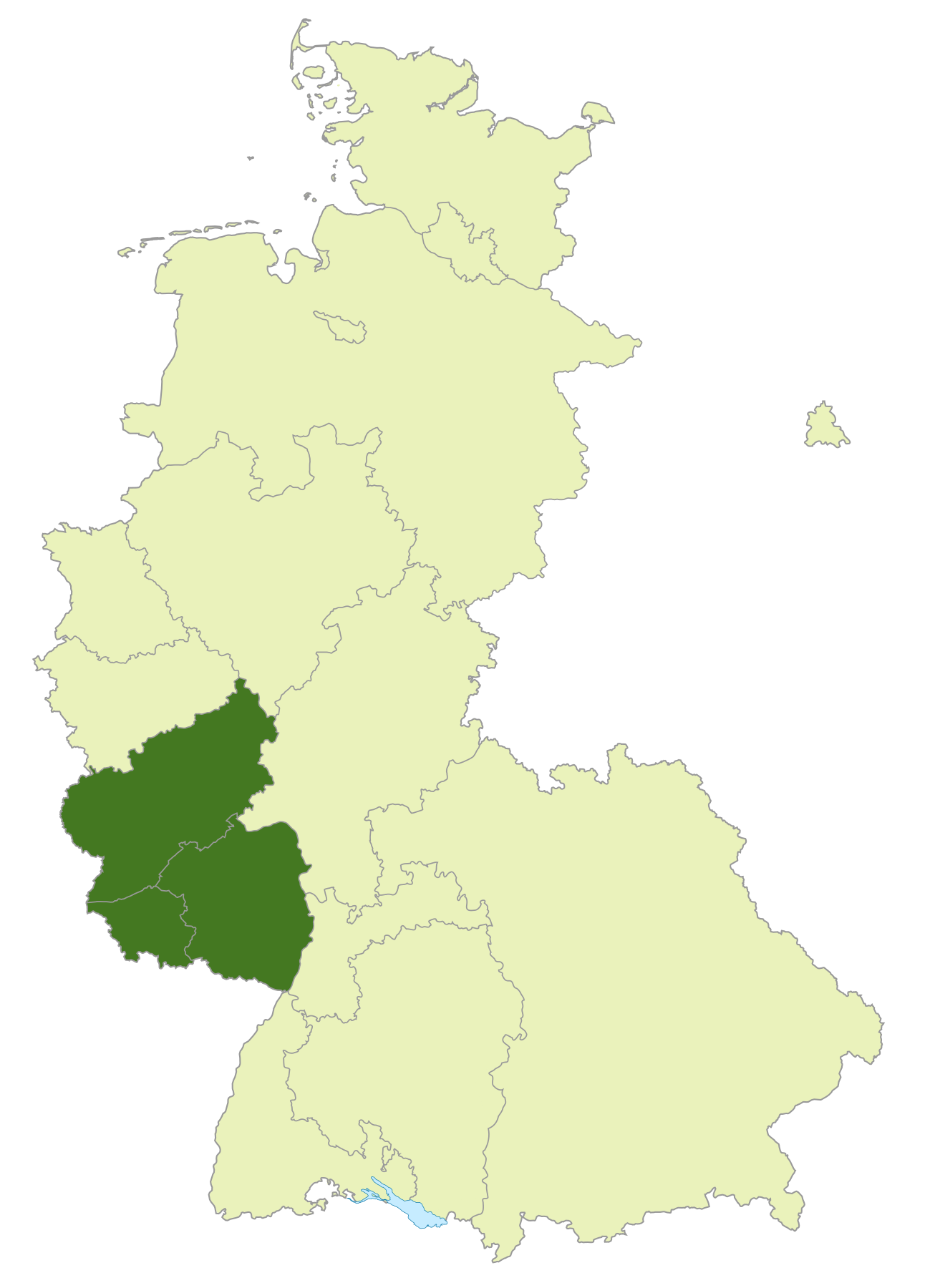
Gebied Regionalliga Südwest

De 20 deelnemers aan de Regionalliga West kwamen uit de voormalige Oberliga (Borussia Neunkirchen, FK Pirmasens, Wormatia Worms, Sportfreunde Saarbrücken, SC Ludwigshafen, Tura Ludwigshafen, SV Saar 05, TuS Neuendorf, VfR Frankenthal, Mainz 05, BSC Oppau, VfR Kaiserslautern, SV Niederlahnstein) en promovendi uit de 2. Liga Südwest (Phönix Bellheim, ASV Landau, Phönix Ludwigshafen, Eintracht Trier, SV Völklingen, SV Weisenau, TSC Zweibrücken). Neunkirchen, Worms en Pirmasens, die in de Oberliga ook al goede resultaten behaalden, streden om de titel. Neunkirchen verloor slechts drie wedstrijden en beschikte over de beste verdediging. Pirmasens had dan weer de beste aanval en scoorde 128 keer. Op 19 april 1964 verloor Worms thuis tegen Neunkirchen voor 12.500 toeschouwers en moest zo de leiding aan die club afstaan, Pirmasens had ook de leiding kunnen nemen maar verloor verrassend zwaar met 1:4 van Sportfreunde Saarbrücken. Er waren nog drie speeldagen en alle drie de club wonnen hun wedstrijden waardoor er niets aan de stand meer veranderde. De topschutterslijst werd aangevoerd door Kapitulski (31 goals), Löhr (30 goals) en Dieter Kraft (27 goals; Worms).
De volgende spelers wisselden voor seizoen 1964/65 om naar de Bundesliga:
- Günter Heiden (BSC Oppau)
- Helmut Kapitulski (FK Pirmasens)
- Johannes Löhr (Spfrd. Saarbrücken)
- Dietmar Schwager (VfR Kaiserslautern)

| Plaats | Club                        | Wed. | W  | G  | V  | Saldo   | Ptn.  |
| ------ | --------------------------- | ---- | -- | -- | -- | ------- | ----- |
| 01.    | Borussia VfB Neunkirchen    | 38   | 25 | 10 | 3  | 106:032 | 60:16 |
| 02.    | FK Pirmasens                | 38   | 27 | 5  | 6  | 128:049 | 59:17 |
| 03.    | VfR Wormatia Worms          | 38   | 25 | 8  | 5  | 085:041 | 58:18 |
| 04.    | 1. FSV Mainz 05             | 38   | 20 | 7  | 11 | 082:057 | 47:29 |
| 05.    | Eintracht Trier             | 38   | 16 | 11 | 11 | 072:068 | 43:33 |
| 06.    | SV Saar 05 Saarbrücken      | 38   | 15 | 12 | 11 | 078:052 | 42:34 |
| 07.    | VfR Kaiserslautern          | 38   | 16 | 10 | 12 | 065:054 | 42:34 |
| 08.    | Sportfreunde 05 Saarbrücken | 38   | 17 | 6  | 15 | 081:062 | 40:36 |
| 09.    | SV Phönix 03 Ludwigshafen   | 38   | 15 | 10 | 13 | 058:056 | 40:36 |
| 10.    | Ludwigshafener SC           | 38   | 17 | 6  | 15 | 066:064 | 40:36 |
| 11.    | TuS Neuendorf               | 38   | 16 | 7  | 15 | 084:073 | 39:37 |
| 12.    | TuRa 1882 Ludwigshafen      | 38   | 14 | 9  | 15 | 064:054 | 37:39 |
| 13.    | Röchling Völklingen         | 38   | 11 | 13 | 14 | 065:074 | 35:41 |
| 14.    | SpVgg Weisenau              | 38   | 11 | 12 | 15 | 060:077 | 34:42 |
| 15.    | VfR Frankenthal             | 38   | 12 | 8  | 18 | 055:077 | 32:46 |
| 16.    | BSC Oppau                   | 38   | 13 | 6  | 19 | 049:071 | 30:48 |
| 17.    | Phönix Bellheim             | 38   | 11 | 5  | 22 | 067:099 | 27:49 |
| 18.    | TSC Zweibrücken             | 38   | 8  | 7  | 23 | 050:098 | 23:53 |
| 19.    | ASV Landau                  | 38   | 6  | 5  | 27 | 039:110 | 17:59 |
| 20.    | SV Niederlahnstein          | 38   | 6  | 1  | 31 | 037:123 | 13:63 |

### Süd

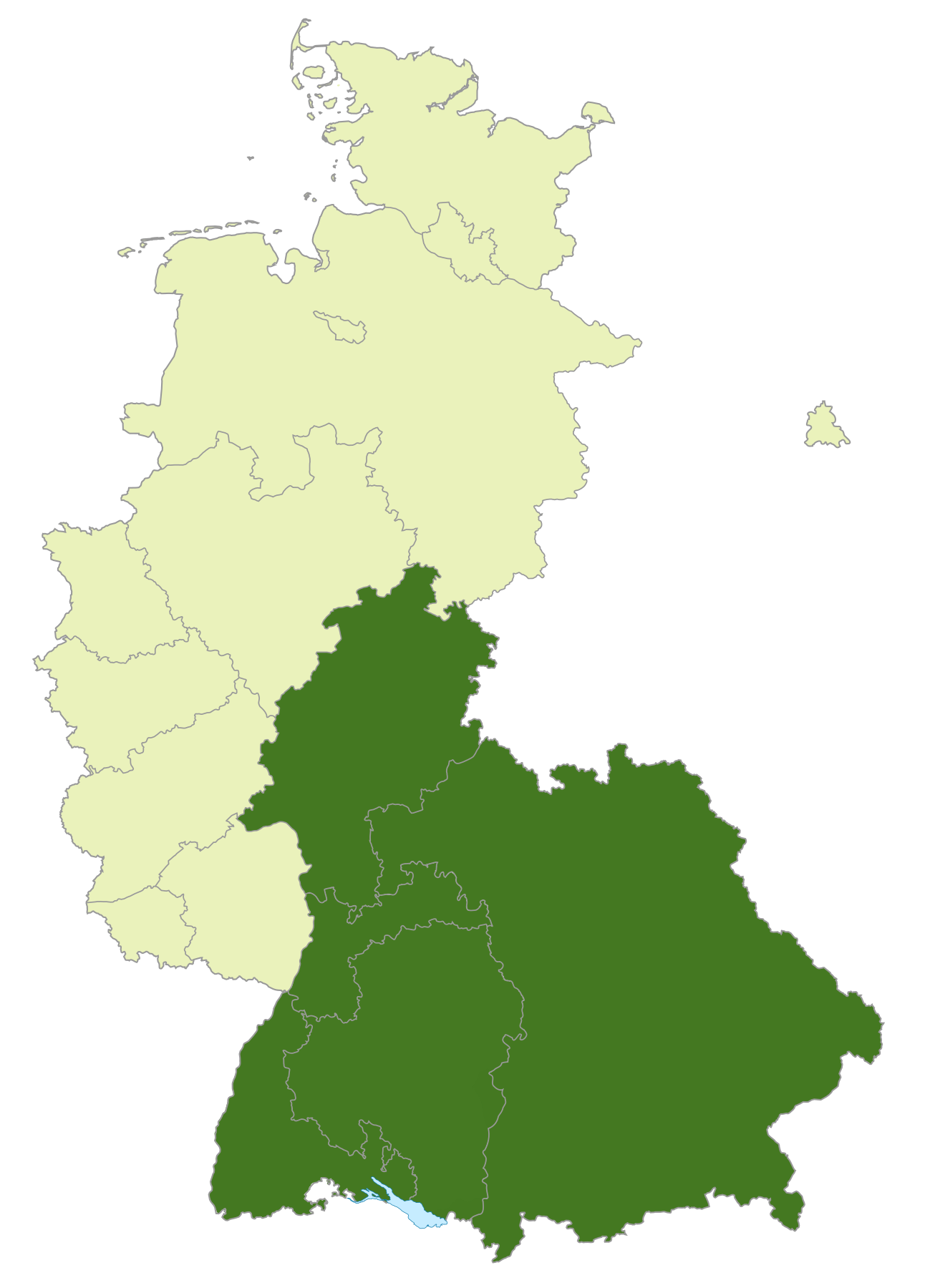
Gebied Regionalliga Süd

In de Regionalliga waren Bayern München en Kickers Offenbach, die niet opgenomen werden in de Bundesliga, de uitgesproken titelfavorieten. Hessen Kassel, dat in de Oberliga Süd 1962/63 slechts tiende eindigde werd de verrassende kampioen. Kassel had zich wel aanzienlijk versterkt terwijl bv München enkele goede spelers zag vertrekken. Op de Bieberer Berg was de ontgoocheling over het mislopen van de Bundesliga nog steeds groot. Voor het eerst sinds 1905/06 speelde de club namelijk niet in de hoogste klasse. Enkele spelers waren nu ook over hun hoogtepunt heen. Na acht speeldagen stond Offenbach weliswaar nog aan de leiding maar na de voorronde was de club weggezakt naar de vierde plaats.
De topschutters lijst werd aangevoerd door Klaus-Peter Jendrosch (Hessen Kassel) met 35 goals, Rainer Ohlhauser (Bayern München) met 33 en Rudolf Bast (VfR Mannheim) met 22 goals.
Volgende spelers wisselden voor seizoen 1964/65 om naar de Bundesliga:
- Georg Lechner (Schwaben Augsburg)
- Helmut Huttary (KSV Hessen Kassel)
- Klaus-Peter Jendrosch (KSV Hessen Kassel)
- Wolfgang Fahrian (Ulm 1846)
- Helmut Siebert (Ulm 1846)
- Gyula Tóth (SpVgg Fürth)

| Plaats | Club                  | Wed. | W  | G  | V  | Saldo  | Ptn.  |
| ------ | --------------------- | ---- | -- | -- | -- | ------ | ----- |
| 01.    | KSV Hessen Kassel     | 38   | 25 | 5  | 8  | 116:61 | 55:21 |
| 02.    | FC Bayern München     | 38   | 22 | 8  | 8  | 115:61 | 52:24 |
| 03.    | Kickers Offenbach     | 38   | 21 | 8  | 9  | 096:66 | 50:26 |
| 04.    | TSV Schwaben Augsburg | 38   | 19 | 11 | 8  | 077:56 | 49:27 |
| 05.    | SSV Reutlingen 05     | 38   | 19 | 9  | 10 | 076:61 | 47:29 |
| 06.    | VfR Mannheim          | 38   | 18 | 9  | 11 | 068:50 | 45:31 |
| 07.    | 1. FC Schweinfurt 05  | 38   | 17 | 9  | 12 | 082:55 | 43:33 |
| 08.    | TSG 1846 Ulm          | 38   | 20 | 2  | 16 | 073:74 | 42:34 |
| 09.    | SpVgg Fürth           | 38   | 14 | 11 | 13 | 068:61 | 39:37 |
| 10.    | Freiburger FC         | 38   | 14 | 9  | 15 | 058:61 | 37:39 |
| 11.    | SV Waldhof Mannheim   | 38   | 15 | 6  | 17 | 056:60 | 36:40 |
| 12.    | ESV Ingolstadt        | 38   | 12 | 11 | 15 | 061:81 | 35:41 |
| 13.    | FC Bayern 1910 Hof    | 38   | 12 | 9  | 17 | 061:64 | 33:43 |
| 14.    | Stuttgarter Kickers   | 38   | 12 | 9  | 17 | 054:74 | 33:43 |
| 15.    | 1. FC Pforzheim       | 38   | 12 | 9  | 17 | 051:75 | 33:43 |
| 16.    | FSV Frankfurt         | 38   | 13 | 5  | 20 | 069:85 | 31:45 |
| 17.    | SpVgg 03 Neu-Isenburg | 38   | 11 | 5  | 22 | 049:80 | 27:49 |
| 18.    | Borussia Fulda        | 38   | 8  | 10 | 20 | 053:77 | 26:50 |
| 19.    | BC Augsburg           | 38   | 10 | 5  | 23 | 048:90 | 25:51 |
| 20.    | Amicitia Viernheim    | 38   | 8  | 6  | 24 | 047:86 | 22:54 |

## Eindronde

### Kwalificatie
| Team 1         | Uitslag  | Team 2       |
| -------------- | -------- | ------------ |
| Wuppertaler SV | 0:2, 1:2 | FK Pirmasens |

### Groep 1
Nadat Bayern St. Pauli met 4:0 verpletterde en Neunkirchen zwaar de boot in ging tegen het zwak geachte Tasmania (1:5), leek niets een promotie in de weg te staan voor de toekomstige Rekordmeister. Na een gelijkspel tegen Tasmania en een overwinning op Neunkirchen lag Bayern helemaal in pole positie. Dan liep het echter mis na een 2:0 nederlaag tegen Neunkirchen en zelfs een 0:3 thuisnederlaag tegen Tasmania. Doordat Neunkirchen tegen St. Pauli won had Bayern het lot niet meer in eigen handen. Op de laatste speeldag won Neunkirchen thuis voor 38.000 toeschouwers tegen Tasmania met 1:0 en promoveerde.
Noemenswaardig is dat Franz Beckenbauer in de eindronde bij München zijn profcarrière begon.
| Plaats | Club                    | Wed. | W | G | V | Saldo | Ptn. |
| ------ | ----------------------- | ---- | - | - | - | ----- | ---- |
| 1.     | Borussia Neunkirchen    | 6    | 4 | 0 | 2 | 09:07 | 8:4  |
| 2.     | Bayern München          | 6    | 3 | 1 | 2 | 12:07 | 7:5  |
| 3.     | SC Tasmania 1900 Berlin | 6    | 2 | 2 | 2 | 12:09 | 6:6  |
| 4.     | FC St. Pauli            | 6    | 1 | 1 | 4 | 08:18 | 3:9  |

|  | Promotie naar de Bundesliga 1964/65 |

### Groep 2
Alemannia begon aan de eindronde als favoriet, maar verloor al op de eerste speeldag mt 0:3 van Pirmasens, dat verrassend Wuppertaler SV had uitgeschakeld in de kwalificatie. Hannover won met 2:0 tegen Kassel en Werner Gräber scoorde daar zelfs twee keer in 60 seconden. Op de tweede speeldag verloor Aachen met 0:2 van Kassel terwijl Hannover voor 55.000 toeschouwers Pirmasens opzij zette met twee goals van Walter Rodekamp. Na een derde opeenvolgende nederlaag, tegen Hannover, was Aachen volledig uitgeteld. De terugwedstrijd kon de club wel winnen, maar dit veranderde niets meer. Hannover won nog tegen Pirmasens en dwong promotie af op 28 juni voor 70.000 toeschouwers met een 3:1 overwinning op Kassel. 
| Plaats | Club              | Wed. | W | G | V | Saldo | Ptn. |
| ------ | ----------------- | ---- | - | - | - | ----- | ---- |
| 1.     | Hannover 96       | 6    | 5 | 0 | 1 | 15:06 | 10:2 |
| 2.     | KSV Hessen Kassel | 6    | 3 | 0 | 3 | 11:12 | 06:6 |
| 3.     | Alemannia Aachen  | 6    | 2 | 0 | 4 | 10:12 | 04:8 |
| 4.     | FK Pirmasens      | 6    | 2 | 0 | 4 | 10:16 | 04:8 |

|  | Promotie naar de Bundesliga 1964/65 |

Als tweede klasse:
1963/64 · 
1964/65 · 
1965/66 · 
1966/67 · 
1967/68 · 
1968/69 · 
1969/70 · 
1970/71 · 
1971/72 · 
1972/73 · 
1973/74 

Als derde klasse:
1994/95 · 
1995/96 · 
1996/97 · 
1997/98 · 
1998/99 · 
1999/00 · 
2000/01 · 
2001/02 · 
2002/03 · 
2003/04 · 
2004/05 · 
2005/06 · 
2006/07 · 
2007/08 

Als vierde klasse:
2008/09 · 
2009/10 · 
2010/11 ·
2011/12 ·
2012/13 · 
2013/14 · 
2014/15 · 
2015/16 ·
2016/17 ·
2017/18 ·
2018/19